# Sunfeast Open
Sunfeast Open – kobiecy turniej tenisowy III kategorii zaliczany do cyklu WTA, rozgrywany na kortach twardych w hali w hinduskiej Kalkucie w latach 2005–2007.

## Mecze finałowe

### gra pojedyncza
| Rok  | Mistrzyni          | Finalistka       | Wynik    |
| 2007 | Marija Kirilenko   | Marija Korytcewa | 6:0, 6:2 |
| 2006 | Martina Hingis     | Olga Puczkowa    | 6:0, 6:4 |
| 2005 | Anastasija Myskina | Karolina Šprem   | 6:2, 6:2 |

### gra podwójna
| Rok  | Mistrzynie                           | Finalistki                       | Wynik    |
| 2007 | Vania King Ałła Kudriawcewa          | Alberta Brianti Marija Korytcewa | 6:1, 6:4 |
| 2006 | Liezel Huber Sania Mirza             | Julija Bejhelzimer Juliana Fedak | 6:4, 6:0 |
| 2005 | Jelena Lichowcewa Anastasija Myskina | Neha Uberoi Shikha Uberoi        | 6:1, 6:0 |